# Vadben
| Framsida | Baksida |
| Höger vadben och skenben, fram- respektive baksida. Muskelfästen markerade i rött. Illustration: Gray's Anatomy, 1918. (PD) |         |

Vadbenet (latin: fibula) är det smalare och yttre av de två långa rörben som bildar underbenets skelett hos människan. Ordet Fibula kommer från latin och kan översättas till spänne eller brosch.
Med stram bindväv är vadbenet fast bundet till det grövre, parallellt arrangerade skenbenet (tibia). Tibia betyder pipa eller flöjt. Tillsammans bildar vadbenet och skenbenet en gaffel i vilken språngbenet (talus) i foten ledar.